# Хорезу (Олт)
Хорезу (рум. Horezu) — село у повіті Олт в Румунії. Входить до складу комуни Добрецу.
Село розташоване на відстані 169 км на захід від Бухареста, 32 км на захід від Слатіни, 19 км на північний схід від Крайови.

## Населення
За даними перепису населення 2002 року у селі проживали 616 осіб, усі — румуни. Усі жителі села рідною мовою назвали румунську.